# 劉安仁
刘安仁（?—?），或称刘安，唐朝末年时人，原籍蔡州上蔡（今河南省）人，後人劉巖為五代十國南漢開國之君。

## 簡介
《旧五代史》称刘安仁任潮州长史，所以迁居岭南。《新五代史》称刘安仁迁居福建，以经商为生，常到南海做生意，所以改居岭南。曾孙女刘华墓志，则表述其家族出于东晋时南渡的彭城刘氏。同时，刘安生前为平民，大中、咸通之际，有恩命而受到朝廷的褒赠。其子刘谦，其孙刘隐、劉巖。917年，劉巖稱帝，國號漢，史稱為南漢。追尊劉安仁為文帝，廟號太祖。

## 近代族属争议
藤田豐八在1935年认为他是大食（阿拉伯帝國）商人后裔，从西亚到福建泉州，谎称河南上蔡籍，而唐宋蕃客中刘姓多为伊斯兰的穆斯林。藤田氏此说遭桑原隲藏质疑。桑原认为，关于宋元祐间广州蕃坊娶宗女的刘姓人为阿拉伯人的说法，不能用以证明南汉刘氏是阿拉伯人的后裔，相反，宋元祐间广州蕃客的刘姓，可能是南汉所赐。陈寅恪在1939年撰文《劉復愚遺文中年月及其不祀祖問題》考證，「家世无九品之官，四海无强大之亲，父子俱以儒学进仕至中书舍人礼部尚书，而不祭祀先祖，及籍贯纷歧，而俱贾胡（註：通商的胡人）侨寄之地三端，推证之如此。」，然而據現代考證發現藤田豐八與陳寅恪的說法並不合理，指出劉安仁家族是來自淮北地區的漢族人。